# مدال فیلدز
مدال فیلدز (به انگلیسی: Fields Medal) جایزه‌ای است که به‌ابتکار ریاضی‌دان کانادایی جان چارلز فیلدز در کنگرهٔ اتحادیه جهانی ریاضیات، هر چهار سال به ریاضی‌دانان جوان که کار ارزنده‌ای در  ریاضیات کرده باشند، داده می‌شود.
مدال فیلدز، از ۱۹۵۴ اهدا می‌شود. این جایزه را «نوبل ریاضیات» می‌خوانند.
این جایزه، یک مدال (یا سکه) به‌همراه ۱۵٬۰۰۰ دلار کاناداست. سکه، از طلا ساخته شده و روی آن نیم‌رخ ارشمیدس حکاکی شده‌است. این جایزه تنها به کسی داده می‌شود که کاری برجسته در ریاضیات کرده باشد و سنش کمتر از چهل سال باشد.
این مدال، نخستین بار به دو ریاضی‌دان، لارس آلفُرس و جسی داگلاس داده شد.

## برندگان فیلدز
| سال  | مکان کنگره                            | مدال‌آوران                | ملیت (در زمان اهدای مدال)     | پیوستگی دانشگاهی (در زمان اهدای مدال)                                                                    | پیوستگی (اکنون/آخرین)                                                                                    |
| ---- | ------------------------------------- | ------------------------ | ----------------------------- | --- | --- |
| ۱۹۳۶ | اسلو، نروژ                            | لارس آلفورس              | فنلاند                        | دانشگاه هلسینکی، فنلاند                                                                                  | دانشگاه هاروارد، ایالات متحدهٔ آمریکا                                                                     |
| ۱۹۳۶ | اسلو، نروژ                            | جسی داگلاس               | ایالات متحده آمریکا           | مؤسسه فناوری ماساچوست، ایالات متحدهٔ آمریکا                                                               | کالج شهری نیویورک، ایالات متحدهٔ آمریکا                                                                   |
| ۱۹۵۰ | کمبریج، ماساچوست، ایالات متحدهٔ آمریکا | لاورنتز شوارتز           | فرانسه                        | دانشگاه نانسی، فرانسه                                                                                    | دانشگاه دیدرو پاریس، فرانسه                                                                              |
| ۱۹۵۰ | کمبریج، ماساچوست، ایالات متحدهٔ آمریکا | اتله سلبرگ               | نروژ                          | مؤسسه مطالعات پیشرفته، ایالات متحدهٔ آمریکا                                                               | مؤسسه مطالعات پیشرفته، ایالات متحدهٔ آمریکا                                                               |
| ۱۹۵۴ | آمستردام، هلند                        | کونیهیکو کودایرا         | ژاپن                          | دانشگاه توکیو، ژاپن و مؤسسه مطالعات پیشرفته، ایالات متحدهٔ آمریکا                                         | دانشگاه توکیو، ژاپن                                                                                      |
| ۱۹۵۴ | آمستردام، هلند                        | ژان-پی‌یر سر              | فرانسه                        | دانشگاه نانسی، فرانسه                                                                                    | کلژ دو فرانس، فرانسه                                                                                     |
| ۱۹۵۸ | ادینبرا، بریتانیا                     | کلاوس روت                | بریتانیا                      | کالج دانشگاهی لندن، بریتانیا                                                                             | امپریال کالج لندن، بریتانیا                                                                              |
| ۱۹۵۸ | ادینبرا، بریتانیا                     | رنه تام                  | فرانسه                        | دانشگاه استراسبورگ، فرانسه                                                                               | مؤسسه مطالعات علمی پیشرفته، فرانسه                                                                       |
| ۱۹۶۲ | استکهلم، سوئد                         | لارس هرماندر             | سوئد                          | دانشگاه استکهلم، سوئد                                                                                    | دانشگاه لوند، سوئد                                                                                       |
| ۱۹۶۲ | استکهلم، سوئد                         | جان میلنور               | ایالات متحده آمریکا           | دانشگاه پرینستون، ایالات متحدهٔ آمریکا                                                                    | دانشگاه استونی بروک، ایالات متحدهٔ آمریکا                                                                 |
| ۱۹۶۶ | مسکو، شوروی                           | مایکل عطیه               | بریتانیا                      | دانشگاه آکسفورد، بریتانیا                                                                                | دانشگاه ادینبرو، بریتانیا                                                                                |
| ۱۹۶۶ | مسکو، شوروی                           | پل کوهن                  | ایالات متحده آمریکا           | دانشگاه استنفورد، ایالات متحدهٔ آمریکا                                                                    | دانشگاه استنفورد، ایالات متحدهٔ آمریکا                                                                    |
| ۱۹۶۶ | مسکو، شوروی                           | الکساندر گروتندیک        | نداشت                         | مؤسسه مطالعات علمی پیشرفته، فرانسه                                                                       | مرکز ملی پژوهش‌های علمی فرانسه، فرانسه                                                                    |
| ۱۹۶۶ | مسکو، شوروی                           | استیو اسمیل              | ایالات متحده آمریکا           | دانشگاه کالیفرنیا، برکلی، ایالات متحدهٔ آمریکا                                                            | دانشگاه شهری هنگ کنگ، هنگ کنگ                                                                            |
| ۱۹۷۰ | نیس، فرانسه                           | آلن بیکر                 | بریتانیا                      | دانشگاه کمبریج، بریتانیا                                                                                 | کالج ترینیتی (کمبریج)، بریتانیا                                                                          |
| ۱۹۷۰ | نیس، فرانسه                           | هیسوکه هیروناکا          | ژاپن                          | دانشگاه هاروارد، ایالات متحدهٔ آمریکا                                                                     | دانشگاه کیوتو، ژاپن                                                                                      |
| ۱۹۷۰ | نیس، فرانسه                           | سرگئی نوویکوف            | اتحاد جماهیر شوروی سوسیالیستی | دانشگاه دولتی مسکو، شوروی                                                                                | مؤسسهٔ ریاضیات استکلوف، روسیه دانشگاه دولتی مسکو، روسیه دانشگاه مریلند، کالج پارک، ایالات متحدهٔ آمریکا    |
| ۱۹۷۰ | نیس، فرانسه                           | جان تامپسون              | ایالات متحده آمریکا           | دانشگاه کمبریج، بریتانیا                                                                                 | دانشگاه کمبریج، بریتانیا دانشگاه فلوریدا، ایالات متحدهٔ آمریکا                                            |
| ۱۹۷۴ | ونکوور، کانادا                        | انریکو بومیه‌ری           | ایتالیا                       | دانشگاه پیزا، ایتالیا                                                                                    | مؤسسه مطالعات پیشرفته، ایالات متحدهٔ آمریکا                                                               |
| ۱۹۷۴ | ونکوور، کانادا                        | دیوید ممفورد             | ایالات متحده آمریکا           | دانشگاه هاروارد، ایالات متحدهٔ آمریکا                                                                     | دانشگاه براون، ایالات متحدهٔ آمریکا                                                                       |
| ۱۹۷۸ | هلسینکی، فنلاند                       | پی‌یر دلین                | بلژیک                         | مؤسسه مطالعات علمی پیشرفته، فرانسه                                                                       | مؤسسه مطالعات پیشرفته، ایالات متحدهٔ آمریکا                                                               |
| ۱۹۷۸ | هلسینکی، فنلاند                       | چارلز ففرمان             | ایالات متحده آمریکا           | دانشگاه پرینستون، ایالات متحدهٔ آمریکا                                                                    | دانشگاه پرینستون، ایالات متحدهٔ آمریکا                                                                    |
| ۱۹۷۸ | هلسینکی، فنلاند                       | گریگوری مرگلیس           | اتحاد جماهیر شوروی سوسیالیستی | دانشگاه دولتی مسکو، شوروی                                                                                | دانشگاه ییل، ایالات متحدهٔ آمریکا                                                                         |
| ۱۹۷۸ | هلسینکی، فنلاند                       | دنیل کوئلین              | ایالات متحده آمریکا           | مؤسسه فناوری ماساچوست، ایالات متحدهٔ آمریکا                                                               | دانشگاه آکسفورد، بریتانیا                                                                                |
| ۱۹۸۲ | ورشو، لهستان                          | آلن کن                   | فرانسه                        | مؤسسه مطالعات علمی پیشرفته، فرانسه                                                                       | مؤسسه مطالعات علمی پیشرفته، فرانسه کلژ دو فرانس، فرانسه دانشگاه ایالتی اوهایو، ایالات متحدهٔ آمریکا       |
| ۱۹۸۲ | ورشو، لهستان                          | ویلیام ثرستن             | ایالات متحده آمریکا           | دانشگاه پرینستون، ایالات متحدهٔ آمریکا                                                                    | دانشگاه کرنل، ایالات متحدهٔ آمریکا                                                                        |
| ۱۹۸۲ | ورشو، لهستان                          | شینگ تونگ یائو           | چین                           | مؤسسه مطالعات پیشرفته، ایالات متحدهٔ آمریکا                                                               | دانشگاه هاروارد، ایالات متحدهٔ آمریکا                                                                     |
| ۱۹۸۶ | برکلی، کالیفرنیا، ایالات متحدهٔ آمریکا | سایمون دونالدسون         | بریتانیا                      | دانشگاه آکسفورد، بریتانیا                                                                                | امپریال کالج لندن، بریتانیا دانشگاه استونی بروک، ایالات متحدهٔ آمریکا                                     |
| ۱۹۸۶ | برکلی، کالیفرنیا، ایالات متحدهٔ آمریکا | گرد فالتینگز             | آلمان غربی                    | دانشگاه پرینستون، ایالات متحدهٔ آمریکا                                                                    | مؤسسه ریاضیات ماکس پلانک، آلمان                                                                          |
| ۱۹۸۶ | برکلی، کالیفرنیا، ایالات متحدهٔ آمریکا | مایکل فریدمن (ریاضی‌دان)  | ایالات متحده آمریکا           | دانشگاه کالیفرنیا، سن دیگو، ایالات متحدهٔ آمریکا                                                          | مؤسسه تحقیقاتی مایکروسافت، ایالات متحدهٔ آمریکا                                                           |
| ۱۹۹۰ | کیوتو، ژاپن                           | ولادیمیر درینفلد         | اتحاد جماهیر شوروی سوسیالیستی | مؤسسهٔ فیزیک و مهندسی دمای پایین بی ورکین، شوروی                                                          | دانشگاه شیکاگو، ایالات متحدهٔ آمریکا                                                                      |
| ۱۹۹۰ | کیوتو، ژاپن                           | وان اف.آر. جونز          | نیوزیلند                      | دانشگاه کالیفرنیا، برکلی، ایالات متحدهٔ آمریکا                                                            | دانشگاه کالیفرنیا، برکلی، ایالات متحدهٔ آمریکا، دانشگاه وندربیلت، ایالات متحدهٔ آمریکا                     |
| ۱۹۹۰ | کیوتو، ژاپن                           | شیگه‌فومی موری            | ژاپن                          | دانشگاه کیوتو، ژاپن                                                                                      | دانشگاه کیوتو، ژاپن                                                                                      |
| ۱۹۹۰ | کیوتو، ژاپن                           | ادوارد ویتن              | ایالات متحده آمریکا           | مؤسسه مطالعات پیشرفته، ایالات متحدهٔ آمریکا                                                               | مؤسسه مطالعات پیشرفته، ایالات متحدهٔ آمریکا                                                               |
| ۱۹۹۴ | زوریخ، سوئیس                          | ژان بورگن                | بلژیک                         | مؤسسه مطالعات علمی پیشرفته، فرانسه                                                                       | مؤسسه مطالعات پیشرفته، ایالات متحدهٔ آمریکا                                                               |
| ۱۹۹۴ | زوریخ، سوئیس                          | پیر-لویی لیون            | فرانسه                        | دانشگاه دوفین پاریس، فرانسه                                                                              | کلژ دو فرانس، فرانسه مدرسه پلی‌تکنیک، فرانسه                                                              |
| ۱۹۹۴ | زوریخ، سوئیس                          | ژان-کریستوف بوکوز        | فرانسه                        | دانشگاه پاریس سود، فرانسه                                                                                | کلژ دو فرانس، فرانسه                                                                                     |
| ۱۹۹۴ | زوریخ، سوئیس                          | افیم زلمانوف             | روسیه                         | دانشگاه کالیفرنیا، سن دیگو، ایالات متحدهٔ آمریکا                                                          | مؤسسهٔ ریاضیات استکلوف، روسیه، دانشگاه کالیفرنیا، سن دیگو، ایالات متحدهٔ آمریکا                            |
| ۱۹۹۸ | برلین، آلمان                          | ریچارد بورچردز           | بریتانیا                      | دانشگاه کالیفرنیا، برکلی، ایالات متحدهٔ آمریکا دانشگاه کمبریج، بریتانیا                                   | دانشگاه کالیفرنیا، برکلی، ایالات متحدهٔ آمریکا                                                            |
| ۱۹۹۸ | برلین، آلمان                          | تیموثی گاورز             | بریتانیا                      | دانشگاه کمبریج، بریتانیا                                                                                 | دانشگاه کمبریج، بریتانیا                                                                                 |
| ۱۹۹۸ | برلین، آلمان                          | ماکسیم کانتسویچ          | روسیه                         | مؤسسه مطالعات علمی پیشرفته، فرانسه دانشگاه راتگرز، ایالات متحدهٔ آمریکا                                   | مؤسسه مطالعات علمی پیشرفته، فرانسه دانشگاه راتگرز، ایالات متحدهٔ آمریکا                                   |
| ۱۹۹۸ | برلین، آلمان                          | کورتیس مک‌مولن            | ایالات متحده آمریکا           | دانشگاه هاروارد، ایالات متحدهٔ آمریکا                                                                     | دانشگاه هاروارد، ایالات متحدهٔ آمریکا                                                                     |
| ۲۰۰۲ | پکن، چین                              | لوران لافورگ             | فرانسه                        | مؤسسه مطالعات علمی پیشرفته، فرانسه                                                                       | مؤسسه مطالعات علمی پیشرفته، فرانسه                                                                       |
| ۲۰۰۲ | پکن، چین                              | ولادیمیر وایودسکی        | روسیه                         | مؤسسه مطالعات پیشرفته، ایالات متحدهٔ آمریکا                                                               | مؤسسه مطالعات پیشرفته، ایالات متحدهٔ آمریکا                                                               |
| ۲۰۰۶ | مادرید، اسپانیا                       | آندری اکونکوف            | روسیه                         | دانشگاه پرینستون، ایالات متحدهٔ آمریکا                                                                    | دانشگاه کلمبیا، ایالات متحدهٔ آمریکا                                                                      |
| ۲۰۰۶ | مادرید، اسپانیا                       | گریگوری پرلمان (نپذیرفت) | روسیه                         | نداشت | دپارتمان سنت پترزبورگ مؤسسه استکلف ریاضیات آکادمی علوم روسیه، روسیه                                      |
| ۲۰۰۶ | مادرید، اسپانیا                       | ترنس تائو                | استرالیا                      | دانشگاه کالیفرنیا، لس آنجلس، ایالات متحدهٔ آمریکا                                                         | دانشگاه کالیفرنیا، لس آنجلس، ایالات متحدهٔ آمریکا                                                         |
| ۲۰۰۶ | مادرید، اسپانیا                       | وندلن ورنر               | فرانسه                        | دانشگاه پاریس سود، فرانسه                                                                                | مؤسسه فناوری فدرال زوریخ، سوئیس                                                                          |
| ۲۰۱۰ | حیدرآباد، هند                         | ایلان لیندن‌اشتراوس       | اسرائیل                       | دانشگاه عبری اورشلیم، اسرائیل دانشگاه پرینستون، ایالات متحدهٔ آمریکا                                      | دانشگاه عبری اورشلیم، اسرائیل                                                                            |
| ۲۰۱۰ | حیدرآباد، هند                         | نگو باو چائو             | ویتنام، فرانسه                | دانشگاه پاریس سود، فرانسه مؤسسه مطالعات پیشرفته، ایالات متحدهٔ آمریکا                                     | دانشگاه شیکاگو، ایالات متحدهٔ آمریکا مؤسسهٔ مطالعات پیشرفتهٔ ویتنام، ویتنام                                 |
| ۲۰۱۰ | حیدرآباد، هند                         | استانیسلاف اسمیرنف       | روسیه                         | دانشگاه ژنو، سوئیس                                                                                       | دانشگاه ژنو، سوئیس دانشگاه دولتی سن پترزبورگ، روسیه                                                      |
| ۲۰۱۰ | حیدرآباد، هند                         | سدریک ویلانی             | فرانسه                        | اکول نرمال سوپریور لیون، فرانسه مؤسسهٔ آنری پوانکاره، فرانسه                                              | دانشگاه لیون، فرانسه مؤسسهٔ آنری پوانکاره، فرانسه                                                         |
| ۲۰۱۴ | سئول، کرهٔ جنوبی                       | آرتور آویلا              | برزیل، فرانسه                 | دانشگاه دیدرو پاریس، فرانسه مرکز ملی پژوهش‌های علمی فرانسه، فرانسه مؤسسهٔ ملی ریاضیات محض و کاربردی، برزیل | دانشگاه دیدرو پاریس، فرانسه مرکز ملی پژوهش‌های علمی فرانسه، فرانسه مؤسسهٔ ملی ریاضیات محض و کاربردی، برزیل |
| ۲۰۱۴ | سئول، کرهٔ جنوبی                       | مانجول بارگاوا           | کانادا، ایالات متحده آمریکا   | دانشگاه پرینستون، ایالات متحدهٔ آمریکا                                                                    | دانشگاه پرینستون، ایالات متحدهٔ آمریکا                                                                    |
| ۲۰۱۴ | سئول، کرهٔ جنوبی                       | مارتین هایرر             | اتریش                         | دانشگاه واریک، بریتانیا                                                                                  | امپریال کالج لندن، بریتانیا                                                                              |
| ۲۰۱۴ | سئول، کرهٔ جنوبی                       | مریم میرزاخانی           | ایران                         | دانشگاه استنفورد، ایالات متحدهٔ آمریکا                                                                    | دانشگاه استنفورد، ایالات متحدهٔ آمریکا                                                                    |
| ۲۰۱۸ | ریو دو ژانیرو، برزیل                  | کوچر بیرکار              | ایران، بریتانیا               | دانشگاه کمبریج، بریتانیا                                                                                 | دانشگاه کمبریج، بریتانیا                                                                                 |
| ۲۰۱۸ | ریو دو ژانیرو، برزیل                  | آلسیو فیگالی             | ایتالیا                       | مؤسسه فناوری فدرال زوریخ، سوئیس                                                                          | مؤسسه فناوری فدرال زوریخ، سوئیس                                                                          |
| ۲۰۱۸ | ریو دو ژانیرو، برزیل                  | پتر شولتسه               | آلمان                         | دانشگاه بن، آلمان                                                                                        | دانشگاه بن، آلمان                                                                                        |
| ۲۰۱۸ | ریو دو ژانیرو، برزیل                  | آکشای ونکاتش             | استرالیا                      | دانشگاه استنفورد، ایالات متحدهٔ آمریکا                                                                    | دانشگاه استنفورد، ایالات متحدهٔ آمریکا مؤسسه مطالعات پیشرفته، ایالات متحدهٔ آمریکا                         |
| ۲۰۲۲ | هلسینکی، فنلاند                       | هوگو دومینیل-کوپن        | فرانسه                        | دانشگاه ژنو، سوئیس                                                                                       | |
| ۲۰۲۲ | هلسینکی، فنلاند                       | جون هو                   | آمریکا                        | دانشگاه پرینستون، آمریکا                                                                                 | دانشگاه پرینستون، آمریکا                                                                                 |
| ۲۰۲۲ | هلسینکی، فنلاند                       | جیمز مینارد              | بریتانیا                      | دانشگاه آکسفورد، بریتانیا                                                                                | دانشگاه آکسفورد، بریتانیا                                                                                |
| ۲۰۲۲ | هلسینکی، فنلاند                       | مارینا ویازوفسکا         | اوکراین                       | اکول پلی‌تکنیک فدرال لوزان، سوئیس                                                                         | اکول پلی‌تکنیک فدرال لوزان، سوئیس                                                                         |

## دستاوردها
مریم میرزاخانی نخستین زن و اولین ایرانی برندهٔ مدال فیلدز است. کوچر بیرکار اولین کرد و دومین ایرانی برندهٔ مدال فیلدز است.

## مدال

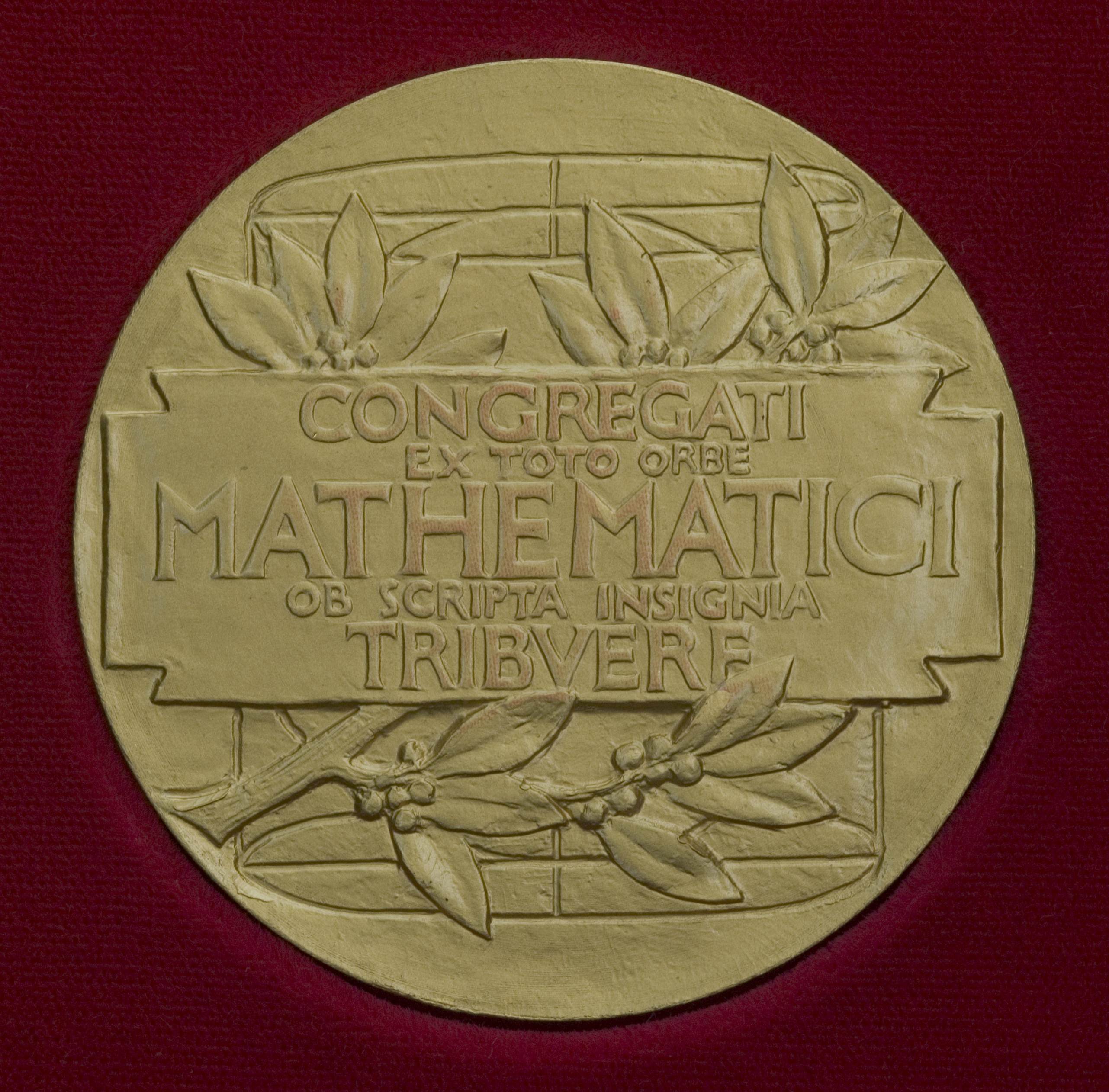
پشت مدال فیلدز

این مدال را آر. تیت مکنزی مجسمه‌ساز کانادایی طراحی کرد.
- در روی آن تصویر ارشمیدس و نقل قولی منتسب به آن نقش بسته که به لاتین چنین است: "Transire suum pectus mundoque potiri" («از سطح خود فراتر رو و بر جهان چنگ بزن!»). تاریخ آن به ارقام رومی است و اشتباهی در آن وجود دارد ("MCNXXXIII" است به جای "MCMXXXIII").[۷۲] به حروف بزرگ یونانی ΑΡXIMHΔΟΥΣ, یا «از ارشمیدس» نوشته شده.
- این نوشته (به لاتین) بر پشت آن نقش بسته:

CONGREGATI
EX TOTO ORBE
MATHEMATICI
OB SCRIPTA INSIGNIA
TRIBUERE
ترجمه: «ریاضیدانان گرد آمده از همه جهان [صریحا نوشته نشده ولی به‌طور ضمنی درک می‌شود] این جایزه را به خاطر نوشته‌های ممتاز اعطا کرده‌اند.»